# Беличанский сельсовет
Беличанский сельсовет — сельское поселение в Беловском районе Курской области Российской Федерации.
Административный центр — село Белица.

## История
Статус и границы сельского поселения установлены Законом Курской области от 21 октября 2004 года № 48-ЗКО «О муниципальных образованиях Курской области»

## Население
| 2002  | 2010  | 2012  | 2013  | 2014  | 2015  | 2016  |
| ----- | ----- | ----- | ----- | ----- | ----- | ----- |
| 1496  | ↘1237 | ↘1177 | ↘1159 | ↘1128 | ↘1078 | ↘1050 |
| 2017  | 2018  | 2019  | 2020  | 2021  |       |       |
| ↘1039 | ↘1002 | ↘971  | ↘924  | ↗1036 |       |       |

## Состав сельского поселения
| № | Населённый пункт | Тип населённого пункта          | Население |
| - | ---------------- | ------------------------------- | --------- |
| 1 | Белица           | село, административный центр    | ↘1051     |
| 2 | Сосновый Бор     | посёлок железнодорожной станции | ↘60       |
| 3 | Суходол          | деревня                         | ↘126      |